# Kostel svatého Mikuláše (Dobřany)
Kostel svatého Mikuláše je původně gotický, později barokně přestavěný kostel, jenž se nachází v Dobřanech.

## Dějiny
První písemná zmínka o farním kostele v Dobřanech je z roku 1259, kdy je uváděn jako dar podací dobřanského vladyky Vykarta z Tyrné a jeho manželky Bílým sestrám řádu sv. Máří Magdaleny. V letech 1272 až 1804 byla fara obsazována chotěšovským klášterem, od roku 1804 klášterem v Teplé. V roce 1420 byl kostel vypleněn husity. V roce 1498 byl znovu vysvěcen biskupem Janem Simbalienským. Opět byl kostel zničen požárem v roce 1620, poté opraven a znovu v roce 1645 vyrabován švédským vojskem. Další opravy kostela proběhly v letech 1651 a 1692. V letech 1756–1758 byl kostel barokně přestavěn pod vedením stavitele Martina Glasera a postupně nově zařízen. V roce 1789 byl zrušen hřbitov, který se do té doby nacházel kolem kostela. V roce 1907 proběhla další velká oprava. Od roku 1958 je kostel i vedle něj stojící zvonice kulturní památkou.

## Popis kostela
Kostel je původně gotická stavba bez věže, upravená barokně. Krytina je tašková, valba má více vikýřů a sanktusník nad středem křížové lodi. Kolem kostela je sokl s výžlabem a barokně profilovaná okapní římsa. Z gotického období je zachováno gotické zdivo, opěráky, podokenní části a profilované podbrádky na kněžišti. Kněžiště je ukončeno pětistranným závěrem a doplněno čtyřmi opěráky. Doplněno je pěti okny s hladkou špaletou a trojlaločně vykrojenou horní částí. K obdélné lodi je přistavěna čtyřboká kaple s vchodem na kůr. Po straně kněžiště vedou vchody do kaple Srdce páně a sakristie. Autorem rokokového hlavního oltáře z roku 1762 se sochami sv. Václava a sv. Floriána je sochař Karel Legát. Na hlavním oltáři je obraz - apoteóza sv. Mikuláše. V předsíni před vstupem do kostela je umístěn oltář sv. Kříže s plastikou ukřižování Krista a sochami sv. Jana, Panny Marie a Máří Magdalény, přenesen do dobřanského kostela v roce 1791 po zrušení kaple na vrchu Vrabina. Na klenbě presbytáře je freska Nejsvětější Trojice s anděli. Dalšími obrazy jsou Svatý Jana Nepomucký na modlitbách a obraz Svatá Markéta. Výmalba kostela je od F. J. Luxe. 

## Zvonice
Stojí samostatně vedle kostela, přiléhá k budově bývalé farní školy. Vystavěl ji na místě bývalého hřbitova v letech 1694–1700 Leonhard Tronner na podnět faráře Bohumila Schmida. Původně věž měřila 20 m a měla stanovou střechu. V roce 1865 byla zvýšena. Celková výška je 45,5 m. Stavbu tvoří tříposchoďový hranol s plechovou cibulovitou bání s lucernou a křížem, který sem byl dán v roce 1865. Věž je členěná lisenami a ukončená okapní římsou. Nad vchodem do věže je umístěn v akantové kartuši znak chotěšovského kláštera a letopočet 1700. V přízemí a v 1. poschodí jsou úzké střílny, v 2. a 3. poschodí velká polokruhová okna. Z přízemí s valenou klenbou vede dřevěné schodiště s 95 stupni do pater s dřevěnými povalovými stropy. Pod 1. patrem je umístěný hodinový stroj. Na věži jsou hodiny o průměru 260 cm. První věžní hodiny byly na zvonici umístěny v roce 1870. Při náletu na Dobřany 17. dubna 1943 byla věž stržena a shořelo všech pět zvonů i hodiny. Oprava zvonice byla provedena v roce 1945, místo cibulovité věže byla použita neslohová stanová helmice. Cibulová báň byla obnovena v roce 2001. Nové hodiny, na které ve sbírce přispěli občané Dobřan, byly vyrobeny v roce 1954 dobřanským hodinářem Fekerlem. Nové tři zvony byly vyrobeny v letech 1976, 1988 a 1997.

## Galerie

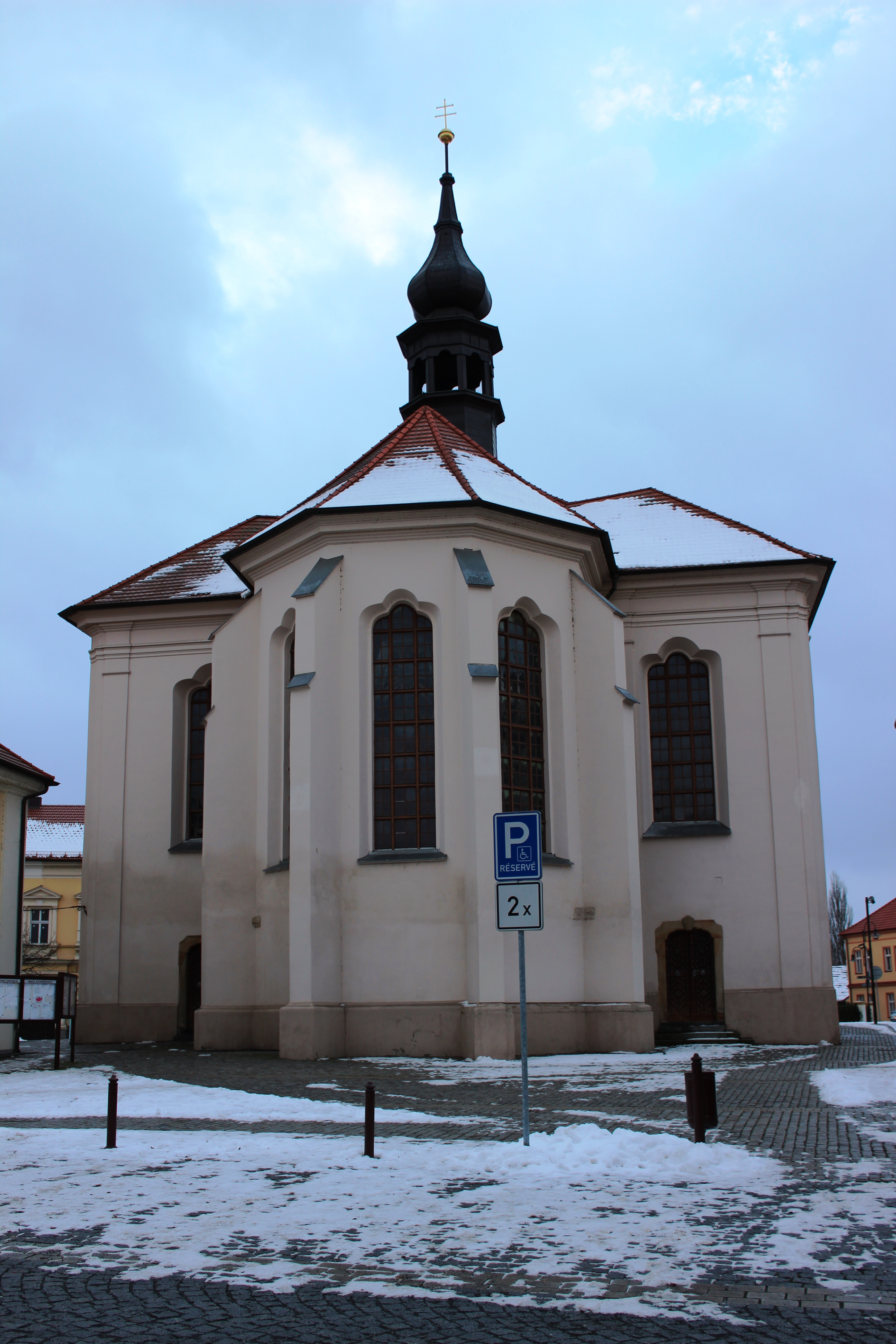
Pohled na kostel zezadu
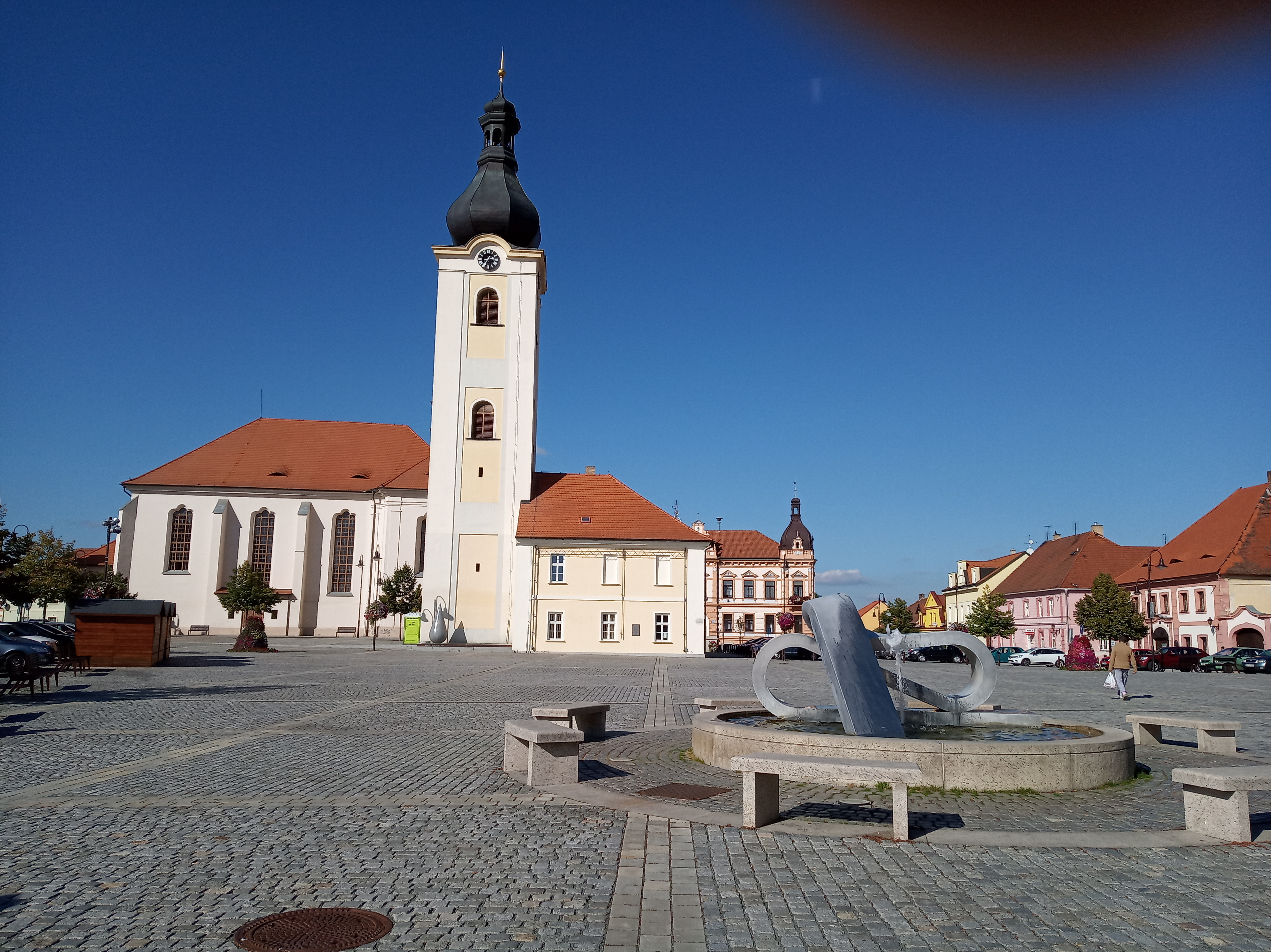
Pohled na kostel z náměstí
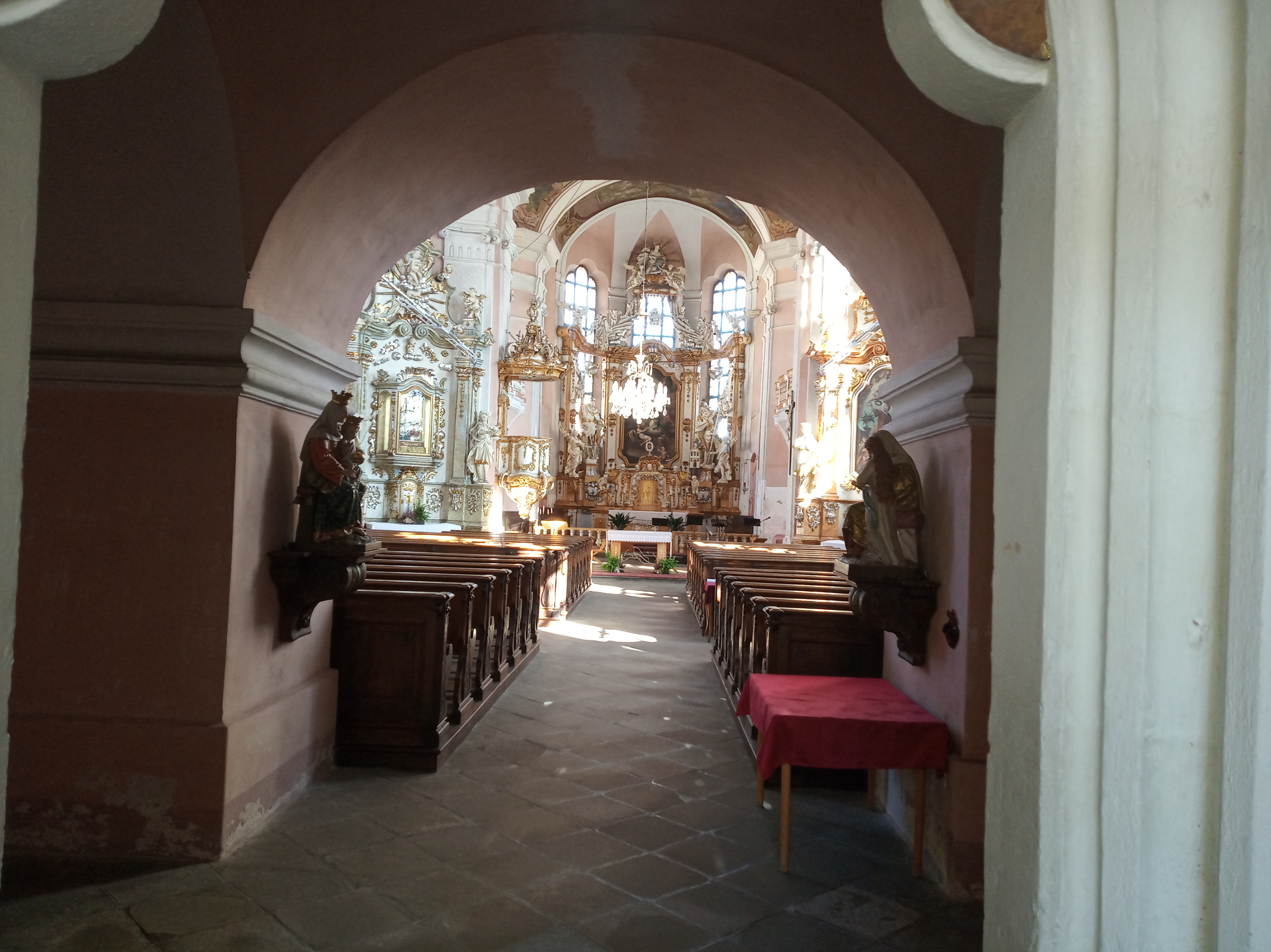
Interiér kostela
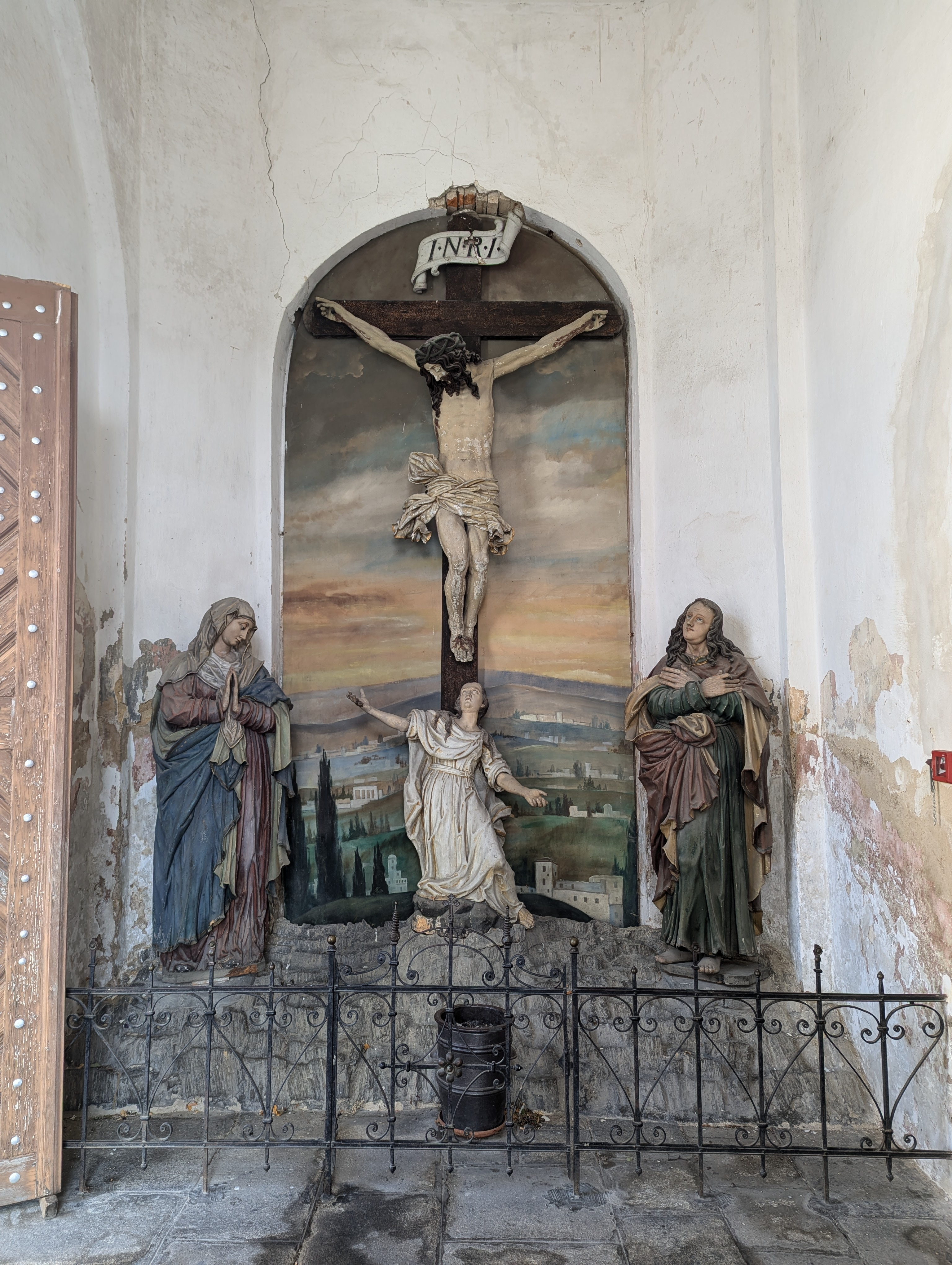
Ztvárnění Golgoty v interiéru kostela
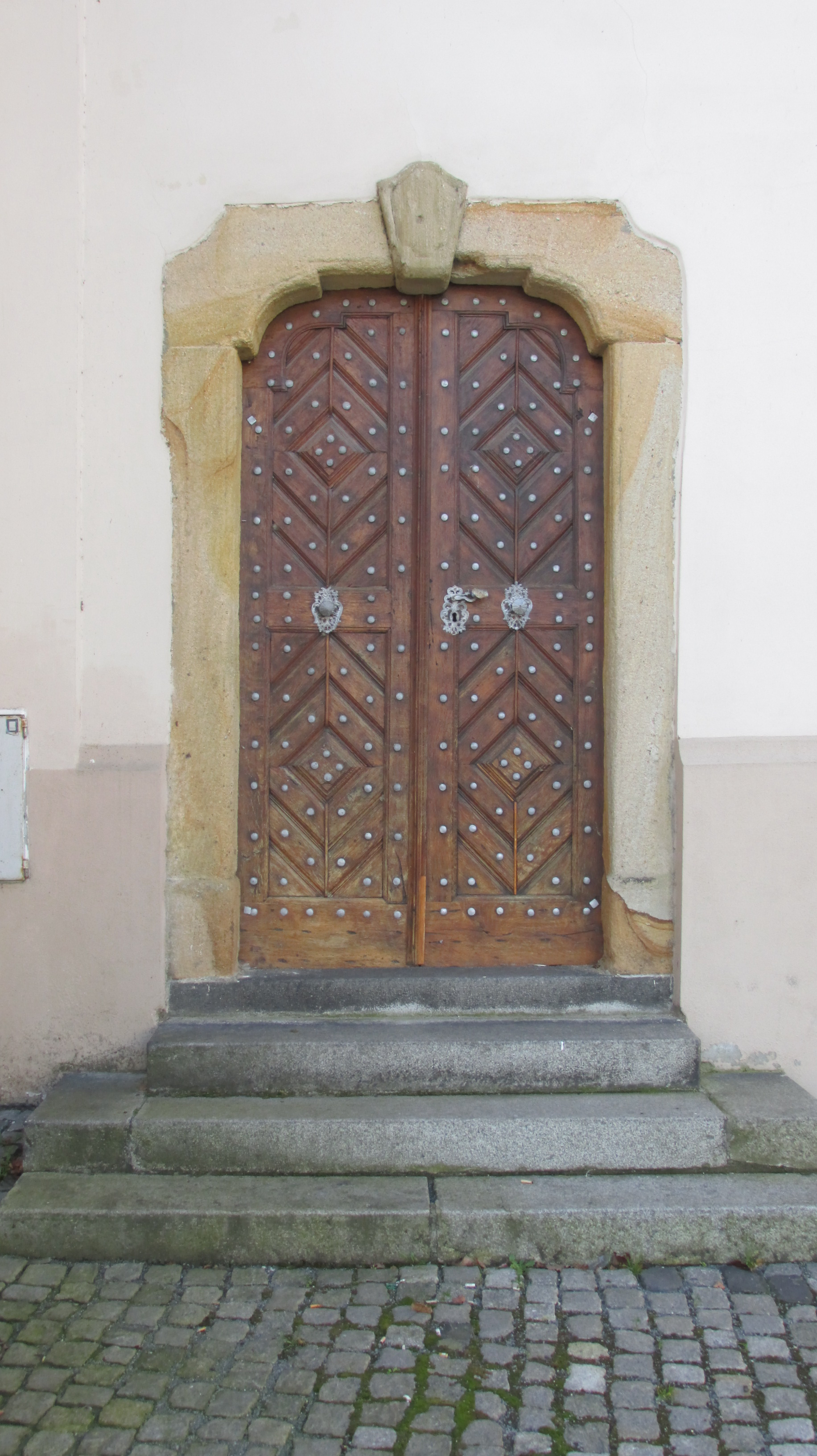
Boční vchod do kostela